# Liparetrus andersoni
Liparetrus andersoni är en skalbaggsart som beskrevs av Britton 1980. Liparetrus andersoni ingår i släktet Liparetrus och familjen Melolonthidae. Inga underarter finns listade i Catalogue of Life.